# Куртамыш (Кетовский район)
Куртамыш — деревня в Кетовском районе Курганской области. Входит в состав Раковского сельсовета.

## История
По данным на 1926 год в административном отношении входила в состав Раковского сельсовета Утятского района Курганского округа Уральской области.

## Население
| 1989 | 2002 | 2010 |
| ---- | ---- | ---- |
| 68   | ↘45  | ↘24  |